# فيليب موريس إنترناشيونال
فيليب موريس إنترناشيونال هي شركة سويسرية متعددة الجنسيات لصناعة السجائر والتبغ، بمنتجات تباع في أكثر من 180 دولة. المنتج الأكثر شهرة والأكثر مبيعا في الشركة هو مارلبورو. كانت الشركة جزءا من مجموعة ألتريا حتى انفصلت عنها في مارس 2008.